# Moluks waterhoen
Het Moluks waterhoen (Amaurornis moluccana) is een vogel uit de familie van de rallen (Rallidae).

## Verspreiding en leefgebied
Deze soort komt voor van de Kleine Soenda-eilanden tot Australië en telt 4 ondersoorten:
- A. m. moluccana: de Sangihe-eilanden, Molukken, Misool, westelijk en noordelijk Nieuw-Guinea.
- A. m. nigrifrons: de Bismarckarchipel en de westelijke Salomonseilanden.
- A. m. ultima: de oostelijke Salomonseilanden.
- A. m. ruficrissa: zuidelijk en oostelijk Nieuw-Guinea, noordelijk en noordoostelijk Australië.